# Zou Kai
Dans ce nom chinois, le nom de famille, Zou, précède le nom personnel.
Zou Kai, (chinois simplifié : 邹凯; chinois traditionnel : 鄒凱; pinyin : Zōu Kǎi), né le 25 février 1988 à Luzhou, dans la province du Sichuan, est un gymnaste chinois. Ses agrès de prédilection sont le sol et la barre fixe. Il est quintuple champion olympique, notamment double tenant du titre (2008,2012) au concours par équipes avec la Chine et au sol en individuel.

## Biographie
Né dans une famille d'ouvriers, il commence la gymnastique très jeune. En 2001, il entre dans l'équipe provinciale du Sichuan et en février 2002, il est sélectionné dans l'équipe nationale chinoise de gymnastique.
Il est l'athlète chinois le plus titré en termes de médailles d'or olympiques (5 en deux participations aux Jeux olympiques). 

## Palmarès

### Jeux olympiques
- Pékin 2008
  -  médaille d'or au concours par équipes
  -  médaille d'or au sol
  -  médaille d'or à la barre fixe

- Londres 2012
  -  médaille d'or au concours par équipes
  -  médaille d'or au sol
  -  médaille de bronze à la barre fixe

### Championnats du monde
- Aarhus 2006
  -  médaille d'or au concours par équipes

- Stuttgart 2007
  -  médaille d'or au concours par équipes

- Londres 2009
  -  médaille d'or à la barre fixe
  -  d'argent au sol

- Tokyo 2011
  -  médaille d'or au concours par équipes
  -  médaille d'or à la barre fixe
  -  médaille d'argent au sol

### Coupe du monde
- Coupe du monde 2011 (Doha)
  -  médaille d'or à la barre fixe
  -  médaille d'or au sol
  -  médaille de bronze au saut de cheval

- Coupe du monde 2011 (Gand)
  -  médaille d'or à la barre fixe
  -  médaille d'argent au sol

- Coupe du monde 2012 (Doha)
  -  médaille d'or à la barre fixe
  -  médaille d'or au sol

### Jeux asiatiques
- Doha 2006
  -  médaille d'or au concours par équipes
  -  médaille d'or au sol
  -  médaille d'argent à la barre fixe